# Daniel Samper Pizano
Pour les articles homonymes, voir Samper.
Daniel Samper Pizano, né le 8 juin 1945 à Bogota, est un avocat, journaliste, conteur, éditorialiste et écrivain colombien, collaborateur de plusieurs médias écrits et de télévision.

## Biographie
Il s'est initié au journalisme dans le journal étudiant El Aguilucho du Gimnasio Moderno.
Il est journaliste depuis l'âge de dix-neuf ans alors qu'il a commencé à travailler pour le journal El Tiempo. Il a étudié le droit à l'université pontificale Javeriana de Bogota et fait une maîtrise en journalisme à l'université du Kansas.